# Kasimir Walchner
Kasimir Maria Walchner (* 10. Oktober 1773 in Eichstätt; † 13. April 1837 in Konstanz) war ein deutscher Historiker, Jurist und Redakteur.
Walchner, Sohn des Wollmatinger Revierförsters Franz Walchner, studierte in Ingolstadt Jurisprudenz. 1795 wurde er Advokat in Meersburg, 1804 badischer Beamter in Pfullendorf, 1811 Oberamtmann in Radolfzell am Bodensee, wo er bis 1824 verblieb.
Walchner beschäftigte sich mit Forschungen zur badischen Geschichte, insbesondere mit der Bodenseegegend.
Sein Sohn war der Geologe Friedrich August Walchner.

## Schriften (Auswahl)
- Geschichte der Stadt Pfullendorf vom Jahre 916 bis 1811, Constanz 1825
- Geschichte der Stadt Radolfzell, Freiburg i. Br. 1825
- Das Zunftwesen. Geschichtlich und politisch betrachtet mit Rücksicht auf die Verhandlungen der badischen Stände-Versammlung, Freiburg i. Br. 1825
- Halsgerichtsordnung Kaisers Maximilian I. für die Stadt Radolfzell, Heidelberg 1826
- Johann Heuglin von Lindau, Freiburg i. Br. 1827 (Digitalisat)
- Biographie des Truchsessen Georg III. von Waldburg, Constanz 1832
- Johann von Botzheim, Domherr zu Constanz, und seine Freunde, Schaffhausen 1836